# Ricky Petrucciani
Ricky Petrucciani, né le 30 juin 2000 à Locarno, est un athlète suisse spécialiste du 400 mètres.

## Biographie
Médaillé de bronze lors des championnats d'Europe juniors 2019, il remporte son premier titre national, sur 400 m.
En 2021, il remporte la médaille d'or du 400 mètres aux championnats d'Europe espoirs de 2021, à Tallinn, en portant son record personnel à 45 s 02. Cette même année, il atteint les demi-finales du 400 m des Jeux olympiques. Il décroche par ailleurs son troisième titre national consécutif sur le tour de piste.
En 2022, Ricky Petrucciani s'incline dès les séries des championnats du monde à Eugene. Le 17 août 2022, il remporte la médaille d'argent des Championnats d'Europe de Munich en 45 s 03, devancé par le Britannique Matthew Hudson-Smith.

## Palmarès

### International
| Date | Compétition                   | Lieu    | Résultat | Épreuve | Temps   |
| ---- | ----------------------------- | ------- | -------- | ------- | ------- |
| 2019 | Championnats d'Europe juniors | Borås   | 3e       | 400 m   | 46 s 33 |
| 2021 | Championnats d'Europe espoirs | Tallinn | 1er      | 400 m   | 45 s 02 |
| 2022 | Championnats d'Europe         | Munich  | 2e       | 400 m   | 45 s 03 |

### National
- Championnats de Suisse d'athlétisme :
  - 400 m : vainqueur en 2019, 2020 et 2021

## Records
| Épreuve | Marque  | Lieu    | Date            |
| ------- | ------- | ------- | --------------- |
| 400 m   | 45 s 02 | Tallinn | 10 juillet 2021 |